# Mildred Aldrich
Mildred Aldrich (Providence, Rhode Island,1853-Neuilly-sur-Seine, 1928) fue una periodista, editora, escritora y traductora estadounidense. Pasó los inicios de su carrera como periodista y editora en Boston antes de mudarse a París, donde continuó trabajando como corresponsal extranjera y traductora. En 1922, recibió la Legión de Honor francesa en reconocimiento a su ayuda a soldados y refugiados, y a la influencia que tuvieron sus libros para persuadir al gobierno de los Estados Unidos a declarar la guerra a Alemania. 

## Trayectoria
Mildred Aldrich nació el 16 de noviembre de 1853 en Providence, Rhode Island, siendo sus padres Edwin y Lucy Ayers (Baker) Aldrich.  Creció en Boston y se graduó en la Everett High School en 1872. Tras enseñar en la escuela primaria durante un tiempo breve, comenzó su carrera en el periodismo. 
Aldrich trabajó durante doce años como secretaria del director del Home Journal de Boston y colaboró con artículos bajo el seudónimo de H. Quinn. En 1892, fundó  The Mahogany Tree, una revista semanal que contenía ficción, poesía, teatro y reseñas de libros. Se unió a la plantilla de The Boston Journal en 1894 y un año después se trasladó al Boston Herald, donde trabajó como crítica de teatro. 
Aldrich se mudó a Francia en 1898, uniéndose a un círculo de escritores estadounidenses expatriados que incluía a Gertrude Stein y Alice B. Toklas.  Aquí realizó varios trabajos, corresponsal extranjera, traductora y agente para productores de teatro estadounidenses, así como escritora de artículos para revistas estadounidenses. 
En julio de 1914, se mudó a una casa llamada La Creste (Hilltop) en Huiry, treinta millas al este de París. "He llegado a sentir la necesidad de calma y tranquilidad: paz perfecta", escribió.  La Primera Guerra Mundial comenzó tres meses después, y este sitio, con su vista del valle del río Marne, le proporcionó su mayor éxito como escritora. Tuvo una vista panorámica de la primera batalla del Marne y comenzó a escribir una serie de cartas sobre su vida durante la guerra. Las cartas se recopilaron en cuatro volúmenes. El primer volumen A Hilltop on the Marne (1915) se basó en las anotaciones de su diario y en las cartas que le escribió a Gertrude Stein.  Apareció por primera vez como un relato publicado en varios números del Atlantic Monthly. Le siguieron Al borde de la zona de guerra (1917), El pico de la carga (1918) y Cuando Johnny vuelve marchando a casa (1919).
La única obra de ficción de Aldrich fue la novela Told in a French Garden, August, 1914 (Contada en un jardín francés, agosto de 1914) en la que describió una cena en la que nueve invitados cuentan una historia. Fue publicada en 1916. 
Sus amigas Gertrude Stein y Alice B. Toklas crearon un fondo en 1924 para apoyar a Aldrich en sus últimos años. En 1926, Aldrich completó una autobiografía titulada Confessions of a Breadwinner, que se encuentra en las colecciones de la Biblioteca Schlesinger de la Universidad de Harvard. No fue publicado pero en la página web de la universidad se muestran imágenes digitales de los manuscritos mecanografiados.
Murió el 19 de febrero de 1928 en el Hospital Americano de Neuilly. Está enterrada en la Iglesia de St Denis (Cementerio de Quincy-Segy) en Quincy-Voisins.

## Reconocimiento
- En 1922 fue condecorada con la Legión de Honor francesa por su labor durante la guerra y su influencia en la entrada de Estados Unidos en la guerra.[2] [7] [3]

## Obras

### Colecciones de cartas
- A Hilltop on the Marne (1915)
- On the Edge of the War Zone (1917)
- The Peak of the Load (1918)
- When Johnny Comes Marching Home (1919)

### Novela
- Told In A French Garden, August 1914 (1916)